# Матч смерти
Матч смерти — футбольный матч, сыгранный в оккупированном немцами Киеве летом 1942 года между местным клубом «Старт» и немецкой командой «Flakelf». Некоторое время спустя ряд участников этой игры из футболистов-киевлян оказались в концентрационных лагерях, а некоторые, как утверждалось в советской пропаганде, были расстреляны. Вопреки этой легенде, их смерти не были связаны с матчем, игроков не принуждали к проигрышу, а большинство из них и вовсе остались в живых и умерли спустя много лет после окончания войны.
Большая часть игроков в прошлом выступала за клуб «Динамо» (Киев), хотя некоторые футболисты были из киевского «Локомотива» и одесского «Спартака».

## Предыстория появления футболистов в оккупированном Киеве
Сразу после нападения гитлеровских войск на СССР 22 июня 1941 года некоторые киевские «динамовцы» оказались в регулярных частях РККА (Клименко, Кузьменко, Трусевич, Комаров, Путистин — все зачислены в истребительный батальон Киевского укрепрайона), другие — поступили в подчинение украинского совета «Динамо». Некоторые футболисты были эвакуированы (Шидловский, Виньковатов, Лерман, Балакин, Глазков, Гребер, Фомин). Последним поездом накануне сдачи Киева отъехал в Москву Афанасьев, также до занятия Киева немцами город покинули Лившиц, Махиня, Лайко, Онищенко.
Щегоцкий, который до этого времени был инструктором военно-физической подготовки, уходил из Киева в сентябре, примкнув к отступавшим частям Красной армии.
Кроме того, в составе «Динамо» были и пришедшие в клуб в 1940 и 1941 гг. западноукраинские футболисты Скоцень, Горенштейн, Габер, Газда, поляк Гурский (будущий тренер сборной Польши на чемпионате мира в ФРГ в 1974 г.), Едынак, а также бывший игрок и капитан польской сборной Михал Матыас, которые долгое время просто сидели в общежитии стадиона. С ними не знали, что делать, поскольку опасались от них предательства. В конце концов, они были посажены на баржу и отправлены по Днепру до Днепропетровска, там находились до прихода немцев, после чего ушли на запад, ухитрились пробраться во Львов, где долгое время играли в разных командах и лигах.
Динамовцы-красноармейцы вскоре оказались в числе военнопленных, причем Трусевич и Кузьменко, по некоторым свидетельствам, были ранены. Об их нахождении в Боярском лагере военнопленных узнали заведующий секцией физкультуры Киева Дубянский и профессор Киевского университета, редактор профашистской газеты «Нове українське слово» К. Штеппа.
Они написали письмо на имя главы киевской управы Александра Оглоблина с просьбой об освобождении «лучших мастеров спорта Украины — футболистов сборной команды г. Киева». В список были включены 8 человек — Кузьменко, Трусевич, Клименко, Коротких, Балакин, Щегоцкий (обращавшиеся не знали, что Щегоцкий покинул Киев), Шацкий, Сухарев. Вскоре плененных футболистов освободили под расписку о «лояльности» немцам и отнесли к четвёртой категории — «подозрительные».
Также зарегистрировались в оккупированном Киеве Свиридовский, Тютчев, Путистин, Голимбиевский, Гундарев, Комаров, Чернега, Ткаченко, Мельник.

## Создание команды «Старт»
После окончания боёв за Киев в городе стала налаживаться культурная жизнь: был открыт оперный театр, начали работать кинотеатры, проводились концерты. Также рос интерес к проведению спортивных соревнований.
В результате начали появляться стихийно создаваемые футбольные команды. Среди них — команда «Старт», «директором» которой выступил Иосиф (Йозеф) Иванович (Иоганович) Кордич, моравский чех, проживавший до войны в Киеве. При немцах Кордич был отнесён к категории «фольксдойче» и был назначен директором хлебозавода № 1 (находился на улице Дегтяревской, 19 и до и после войны он числился как № 4). Вскоре Кордич встретил продававшего на «Евбазе» (Галицкий базар, в обиходе Евбаз — Еврейский базар, располагался на месте нынешней площади Победы) самодельные зажигалки Николая Трусевича и предложил последнему пойти на завод разнорабочим. Трусевич согласился, поскольку это давало ряд социальных гарантий.
Спустя некоторое время с помощью Трусевича на завод попали и другие киевские футболисты, хорошо ему знакомые, — Гончаренко, Тютчев, Кузьменко, Комаров, Путистин, Клименко, Свиридовский, Балакин.
27 мая 1942 года «исполнительный директор» хлебозавода Чебанюк пишет письмо-заявление в секцию физкультуры и спорта городской управы: «Киевский хлебозавод № 1 просит зарегистрировать добровольную футбольную команду завода». С этого момента команда обрела официальный статус. Кордич же обеспечил футболистам возможность дважды в неделю тренироваться на стадионе «Зенит» (ул. Керосинная, 24, на данный момент стадион «Старт») после ликвидации там лагеря военнопленных.
Помимо 9 футболистов из числа рабочих хлебозавода, к команде присоединились: Николай Коротких (повар в столовой отдела образования и культуры горуправы по ул. Ленина, 22), Юрий Чернега (работал в охране горуправы), а также Лев Гундарев, Александр Ткаченко, Георгий Тимофеев (все трое служили в полиции), Василий Сухарев и Михаил Мельник. Самому молодому — М. Мельнику, было 27 лет; самому старшему — Ф. Тютчеву, было 35. Капитаном команды избрали Михаила Свиридовского.
Действующими игроками киевского «Динамо» образца прерванного чемпионата СССР 1941 года были всего трое: Трусевич, Клименко и Комаров. Гундарев и Мельник, игравшие в 1940 г. за киевский «Локомотив», в 1941 г. входили в дубль «Динамо», но не провели за него ни одного матча. Гончаренко перед войной играл за одесский «Спартак», Балакин и Сухарев — игроки киевского «Локомотива». Некоторые были игроками киевского «Рот-Фронта». Путистин и Свиридовский вообще занимались тренерской работой.
4 июня 1942 г. дирекция хлебозавода № 1 обращается в секцию физкультуры и спорта городской управы с просьбой выделить для команды завода спортинвентарь, а именно: бутсы, трусы, футболки, гетры, наколенники, мячи и сетку для ворот. За исключением бутс и трусов всё было выписано уже 19 июня. Футболки были красного цвета.
Одновременно с командой хлебозавода была создана команда «Рух», организатором которой выступил Георгий Дмитриевич Швецов, экс-игрок киевского «Желдора». При новой власти он всячески старался быть ближе к немцам, работал у К. Ф. Штеппы в газете «Нове українське слово». Швецов приглашал в свою команду Трусевича и остальных экс-динамовцев, но большинство ответили отказом. В итоге основу «Руха» составили служащие органов власти и рабочие киевских фабрик, а из команды хлебозавода за «Рух» иногда играл только Гундарев, а также экс-динамовец Николай Голембиовский.
Однако именно Швецову принадлежала идея создания Украинской футбольной лиги и проведения футбольных матчей в Киеве. Штеппа же, с подачи Швецова, через председателя городской управы Л. Форостовского добился переименования Республиканского стадиона (до войны — имени Хрущёва), открытие которого намечалось на 22 июня 1942 года, в Украинский стадион (ул. Большая Васильковская, 55). А сам «Рух» пригласили на торжественное открытие стадиона 12 июля 1942 г., в котором украинцы одолели команду немецкой воинской части «DV».
В начале июня 1942 года Штадткомиссариатом было утверждено проведение футбольных матчей в Киеве.

## Первые матчи

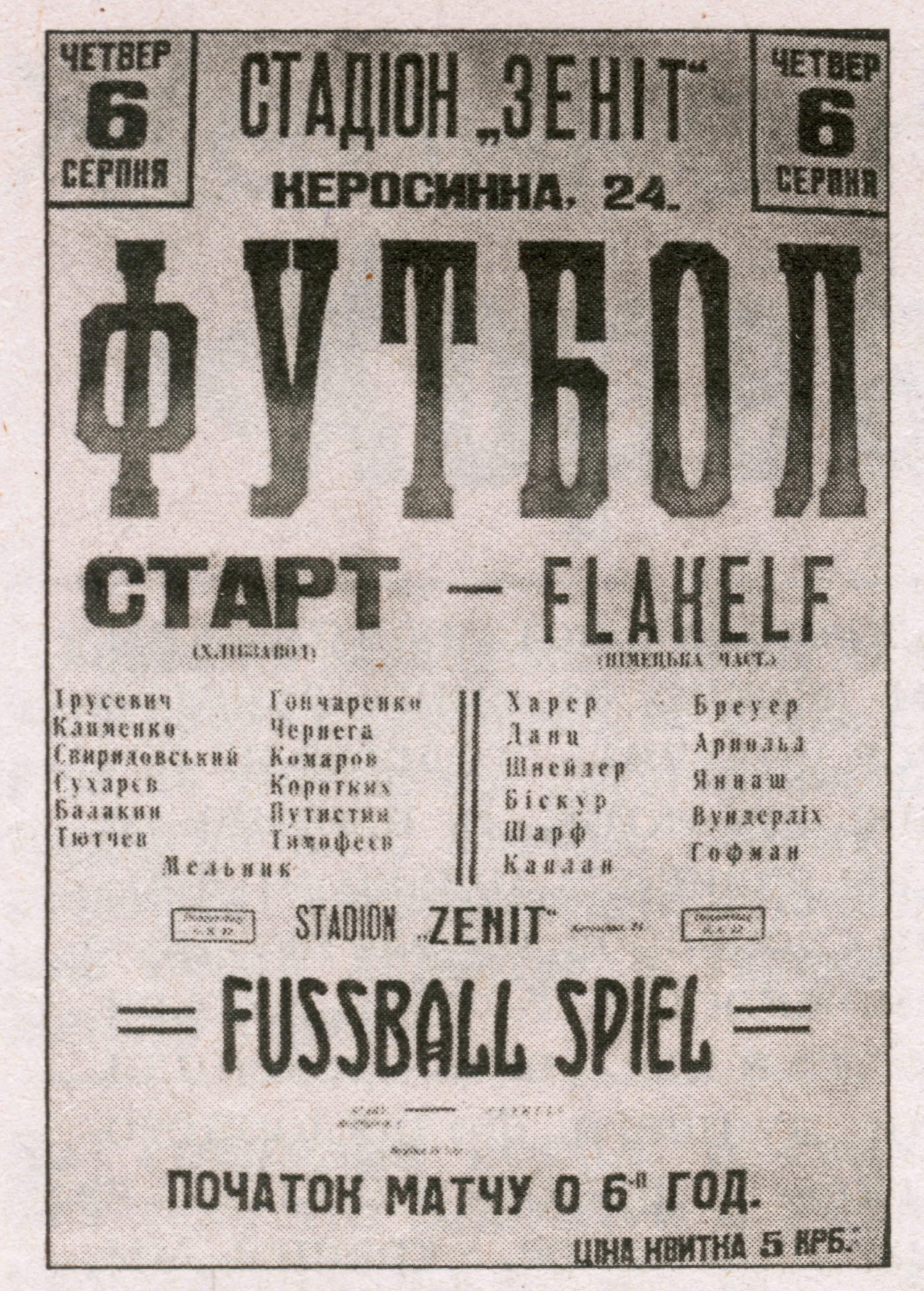
Афиша матча «Старт» — «Флакельф» 6 августа 1942

Первая игра состоялась 7 июня, в воскресенье, в 17:30 на стадионе Дворца спорта (так назывался советский Олимпийский стадион в тот момент) между «Рухом» и хлебозаводским «Стартом». Вход на игру был свободный. «Старт» победил со счётом 7:2.
Остальные игры с участием «Старта» проходили на стадионе «Зенит», и вход на них стоил уже 5 карбованцев (на первые две — 3 карбованца). Повышение связано с проведением денежной реформы на Украине с 6 по 25 июля 1942 г. Обменивались советские дензнаки в купюрах по 5 и 10 руб. на украинские карбованцы (1 руб. равнялся 1 крб.).
- 21 июня «Старт» — сборная венгерского гарнизона — 6:2
  - Состав «Старта» согласно афише: Трусевич, Клименко, Сухарев, Балакин, Путистин, Гончаренко, Чернега, Комаров, Коротких, Кузьменко, Сотник, Ткаченко, Свиридовский.
- 28 июня «Старт» — сборная артиллерийской части (Германия) — 7:1
- 5 июля «Старт» — «Спорт» (украинское спортивное общество) — 8:2
  - Состав «Старта» согласно афише: Трусевич, Клименко, Свиридовский, Балакин, Сухарев, Ткаченко, Гончаренко, Чернега, Комаров, Коротких, Путистин, Кузьменко, Сотник, Тютчев.
  - Состав «Спорта» согласно афише: Голембиовский, Ткаченко А., Купь, Рожков, Пенкин, Пичугин, Портнов, Гундарев, Дубовик, Южда, Китасов, Стаднис, Ногачевский.
- 17 июля «Старт» — воинская команда «RSG» (сборная железной дороги, Германия) — 6:0
  - Состав «Старта» согласно афише: Трусевич, Клименко, Свиридовский, Сухарев, Балакин, Ткаченко, Гончаренко, Чернега, Комаров, Коротких, Путистин, Тимофеев.
- 19 июля «Старт» — «MSG. Wal.» (венгерская часть) — 5:1
  - Состав «Старта» согласно афише: Трусевич, Клименко, Свиридовский, Сухарев, Балакин, Ткаченко, Гончаренко, Чернега, Комаров, Коротких, Путистин, Тимофеев.
- 26 июля «Старт» — «GK SZERO» (сборная венгерских частей) — 3:2
  - Состав «Старта» согласно афише: Трусевич, Клименко, Свиридовский, Сухарев, Балакин, Путистин, Гончаренко, Чернега, Комаров, Коротких, Тимофеев, Кузьменко.

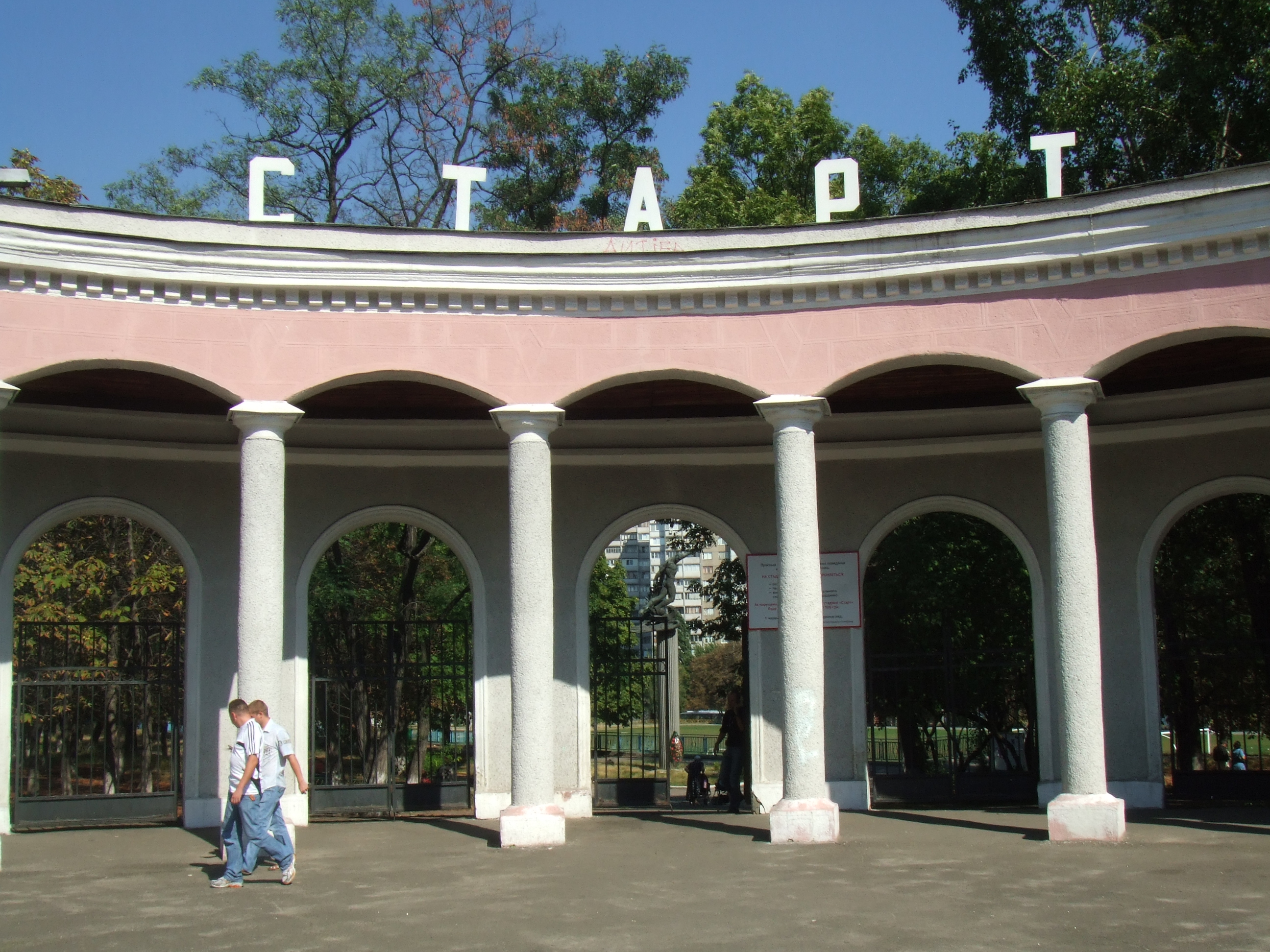
Вход на стадион «Старт». Современный вид.

Практически все матчи судил обер-лейтенант по имени Эрвин, который никому не подсуживал.
Затем против киевских футболистов играла команда «Flakelf» (сборная, собранная из солдат и офицеров противовоздушной обороны (зенитчиков), а также лётчиков и механиков киевского аэродрома).
Первая встреча состоялась 6 августа 1942 года. «Старт» выиграл с разгромным счётом 5:1. Состав «Старта» согласно афише: Трусевич, Клименко, Свиридовский, Сухарев, Балакин, Тютчев, Гончаренко, Чернега, Комаров, Коротких, Путистин, Тимофеев, Мельник.

## Матч 9 августа 1942 года
Через три дня немцы собрали на матч-реванш усиленную команду. Перед началом игры на поле команды приветствовали друг друга. Немцы: «Хайль!», киевляне: «Физкульт-привет!»

### Состав команды
- Николай Трусевич (1909—1943)
- Алексей Клименко (1912—1943)
- Михаил Свиридовский (1908—1973)
- Василий Сухарев (1911 — после 1971)
- Владимир Балакин (1913—1992)
- Лев Гундарев (1921—1994)
- Макар Гончаренко (1912—1997)
- Юрий (Георгий) Чернега (1919—1947)
- Павел Комаров (1913 — после 1970)
- Николай Коротких (1909—1942)
- Михаил Путистин (1906—1981)
- Михаил Мельник (1915—1969)
- Георгий Тимофеев (1910—1967)
- Фёдор Тютчев (1907—1959)
- Иван Кузьменко (1912—1943; в афише не указан, но фигурирует в воспоминаниях Макара Гончаренко и Владлена Путистина)

### Ход игры
Счёт открыли немцы. Потом Иван Кузьменко дальним ударом сравнял счёт[уточнить], и ещё в первом тайме два гола забил Макар Гончаренко (один после индивидуального прохода, 2-й после длинного паса Кузьменко). Поскольку у Кузьменко была застарелая травма мениска, то на второй тайм выйти он уже не смог.
Второй тайм прошёл в равной жёсткой борьбе. Немцы забили два гола и сравняли счёт, но затем «Старт» вырвал победу 5:3.

### «Матч смерти»
Именно этот поединок в Советском Союзе позднее назвали «матчем смерти», после которого футболисты, как утверждается, были расстреляны. Перед матчем в раздевалку киевских футболистов вошёл немецкий офицер (полковник), наблюдавший за матчем, и в жёсткой форме под угрозой лагерей и расстрела потребовал проиграть.

За забором, с правой стороны, находилась раздевалка, дверь которой была открыта, и я зашёл внутрь. В комнате находились: Н. Трусевич, надевавший свитер, А. Клименко сидел уже в форме, ел хлеб, отламывая кусочки, и ещё один, которого я не знал, шнуровал бутсы. В этот момент зашёл офицер и выгнал меня из раздевалки. О чём он разговаривал с футболистами, останется тайной навсегда.
— О. Ясинский. 
Однако после матча игроки обеих команд сфотографировались на память и спокойно разошлись по домам.
При этом вечером 9 августа футболисты «Старта» победу отметили — выпили в раздевалке[уточнить] и закусили:
Самогон принёс кто-то из болельщиков. Потом он же пригласил к себе в частный дом, где долго сидели, разговаривали. Возвращались через рынок «Евбаз». Денег ни у кого ни копейки. Паша Комаров зубы торговкам заговаривал и меня дармовыми пирожками угощал. У одной возьмёт, у другой: «В долг», — успокаивал их. Помню, около кинотеатра «Ударник» Алексей Клименко сцепился с полицейским. Немец его за сорочку схватил, хотел отвести в гестапо, но не удержался, упал. Стрелять из автомата не решился — людно было на улице. Так Клименко и утёк. Отец на следующий день зашёл к нему узнать, как и что. Тогда пронесло.
Тем не менее, штадткомиссар Киева Фридрих Рогауш (назначенный в конце июля 1942) запретил дальнейшие встречи немецких команд с киевлянами.

## После матча

### Последняя игра

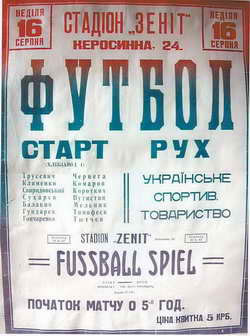
Афиша матча «Старт — Рух» 16 августа 1942

16 августа «Старт» играл против «Руха» и победил со счётом 8:0. Это был последний матч.
Всего за «Старт» играли 17 футболистов. Кроме участников матча 9 августа, это: Гундарев, Чернега, Комаров, Тимофеев, Ткаченко, Сотник.
В знаменитом фильме «Вратарь» команда киевского «Динамо» снялась в полном составе. В последней сцене сборная СССР играет против команды «Чёрные буйволы». Среди игроков команды «буйволов» можно найти многих из тех, кто играл в «Старте». Это единственные сохранившиеся кинокадры той команды.

### В концлагере
18 августа 1942 года футболистов, которые работали на хлебозаводе, — Н. Трусевича, М. Путистина, И. Кузьменко, А. Клименко, М. Гончаренко, Ф. Тютчева, М. Свиридовского, В. Балакина и П. Комарова — арестовали прямо на рабочем месте около десяти часов утра, когда они грузили муку на склад.
Существуют разные версии ареста:
- Из показаний М. Свиридовского 28 февраля 1944 г.:

Мы были преданы Вячкисом Г. П. (чемпион УССР по плаванию, работал на гестапо и немецкую разведку, был награждён орденом „Железный крест“, бежал с немцами). Нас обвиняли в том, что „Динамо“ был организован НКВД, а раз так — значит, цель организации понятна… Из 8 арестованных освобождён только Балакин, который состоял в команде „Локомотив“. Чернега, Гундарев и Ткаченко находились на глазах у немцев, поэтому арестованы не были».
- Из показаний на допросе 2 декабря 1943 г. М. Путистина:

18 августа 1942 г. как бывший динамовец, я был арестован гестапо, где просидел 23 дня. 11 сентября 1942 г. я был отправлен в Сырецкий концлагерь, где находился до 5 октября 1943 г.
- Из показаний М. Гончаренко: 18 августа 1942 г. я был арестован гестапо по доносу некоего Швецова, который сообщил немцам о том, что я являюсь работником НКВД…
- Работавший в полиции в 1942—1943 гг. В. Егоров показал на допросе 28 ноября 1943 г.: Агент Вячкис Георгий… из его предательской работы мне известно следующее: им выдана гестапо бывшая футбольная команда „Динамо“, которая впоследствии была расстреляна немцами.
- В справке, составленной начальником контрразведки НКО «Смерш» 1-го Украинского фронта генерал-майором Осетровым в ноябре 1943 г., о причине ареста футболистов говорится: Чтобы избавиться от столь сильного конкурента, предатели, состоявшие на секретной службе в гестапо, донесли, что все бывшие динамовцы являются сотрудниками НКВД и оставлены в Киеве с разведывательной целью.

Из всех арестованных через три дня отпустили только Балакина. Мельник и Сухарев (работал при немцах на паровозе) под подозрения гестаповцев вообще не попали.
Последним арестовали Н. Коротких — 6 сентября 1942 года. Тем не менее, был арестован и Александр Ткаченко. 8 сентября 1942 года при попытке к бегству он был застрелен, свидетелем чего стала его мать, принесшая сыну передачу.
Первым погиб Коротких. Поскольку немцы выяснили, что он был офицером НКВД (у него нашли фото в форме майора спецслужбы; он работал в 1932—1934 в НКВД г. Иваново, был членом ВКП(б)), то подвергли его жестоким пыткам в гестапо. По версии Щербачёва, во время пыток у спортсмена случился сердечный приступ, в результате чего он скончался прямо в гестапо.
Остальных футболистов продержали в гестапо (ул. Короленко, 33) около месяца в одиночных камерах. Затем в сентябре 1942 г. их перевели в Сырецкий концентрационный лагерь без определённого срока содержания. Там М. Путистин работал электромонтёром, Ф. Тютчев и П. Комаров — его помощниками. М. Свиридовский и М. Гончаренко в сапожной мастерской на ул. Мельникова, 48 ремонтировали немцам сапоги. Н. Трусевич, И. Кузьменко и А. Клименко, потом к ним перевели и Ф. Тютчева, были в выездной бригаде.
В это время стала меняться обстановка на фронте — инициатива переходила к советским войскам. Нарастало психологическое напряжение у немцев, они становились агрессивнее. В лагерях случались массовые расстрелы. В результате поздней зимой 1943 г. погиб и ряд футболистов.
Со слов Макара Гончаренко (передает историю, рассказанную Фёдором Тютчевым):
Подвалы бывшего здания НКВД по улице Владимирской, 33, занятого во время оккупации гестаповцами, были завалены штабелями дров. Немцы, задумав очистить их, создали три бригады из узников Сырецкого лагеря. Одна бригада (в её составе Трусевич, Тютчев, Клименко и Кузьменко) перебрасывала дрова на хлебозавод, другая — на мясокомбинат, третья складывала во дворе здания гестапо. Между двумя первыми происходил товарообмен: хлеб меняли на колбасу. Продукты прятали между поленьями. Овчарка начальника тюрьмы, учуяв колбасу, стащила её. Один из заключённых, армянин лет 20-22, кинулся за собакой. Гестаповец, услышав шум, выбежал во двор и стал жестоко избивать парня. Несколько узников вступились за товарища, успевшего выдрать клок кожаного пальто фашистского офицера. Тот выстрелом в упор убил армянина и вместе с подоспевшим на помощь начальником лагеря Радомским тут же во дворе расправился с заступниками. Остальных увезли в лагерь.
Валентин Волков, до войны выступал за футбольные команды «Желдор» и «Рот фронт»:
Бригада рабочих концлагеря на Сырце, среди которых находились и наши футболисты, копала траншею. И когда на одного из рабочих вдруг набросилась собака, тот, недолго думая, ударил её лопатой по голове… И надо же такому случиться, хозяином собаки оказался комендант лагеря (Пауль фон Радомски, погиб в 1945 г.)! На следующее утро он выстроил всех, кто копал ту злополучную траншею, и дал им команду рассчитаться на «первый-второй». «Первые», роковые номера пришлись на Колю Трусевича, Ваню Кузьменко и Лёшу Клименко… Правдоподобность этой версии расстрела динамовцев подтвердил ещё один мой хороший знакомый — участник той «переклички», киевский динамовец Фёдор Тютчев. Ему повезло — в «перекличке» он оказался вторым.
Владимир Ногачевский, ветеран дубля «Динамо»:
Заключённые работали в городе. Однажды в такую бригаду включили Трусевича, Кузьменко и Клименко. Им приказали асфальтировать двор у здания гестапо на улице Короленко, 33. Родственники узнали об этом, приготовили свёртки с едой и положили невдалеке от места, где они работали. В это время во двор вышел начальник концлагеря Родомски с овчаркой на поводке. Собака унюхала запах съестного, начала теребить пакеты. Заключённые попытались её отогнать. Родомски моментально поднял тревогу: бунт! Прибежала охрана, всех вернули в лагерь, уложили на землю лицом вниз и каждого третьего расстреляли… Кузьменко и Клименко погибли. А Коля Трусевич не попал в роковые третьи — он просто приподнялся на локте посмотреть, не миновала ли его беда. И получил пулю в затылок…
И. Бродский, заключённый Сырецкого концлагеря (был в команде узников, сжигавших трупы в Бабьем Яру, 29 сентября 1943 г. вместе с группой заключённых бежал. В декабре 1943 г. ушёл в Красную армию и погиб на фронте в 1944 г.), свидетель расстрела:
«В лагере была выездная команда заключённых, которая работала на Короленко, 33 — гестапо. Помню, это было в феврале месяце 1943 г. Эту команду привезли поздно вечером в лагерь. Заявили, что заключённые привезённой команды хотели убить немца, за это на Короленко расстреляли 5 человек, а сейчас за это же преступление будет расстреляно ещё 20 человек, что и было сделано. Немцы отобрали 20 человек, среди которых были и футболисты Киевской команды «Динамо» Трусевич и Клименко, и тут же их всех перед строем расстреляли».
Причину гибели точно знал Ф. Тютчев, который работал с ними в выездной бригаде и стоял в одной шеренге, когда отсчитывали заложников. Его как свидетеля допрашивали несколько раз по делам палачей Сырецкого концлагеря, но ни в одном документе нет данных о том, как погибли его товарищи.
Остальным, кроме П. Комарова, удалось бежать из концлагеря.

Из показаний М. Свиридовского: 
«Первым сделал побег из этого лагеря Тютчев. Бежал с группой грузчиков в четыре человека, бежали с Подола. После этого бежал я и Гончаренко с Мельникова, 48 в числе 16 человек, то есть всей бригадой удрали. В части побега нам помогли полицаи. Среди них были спортсмены — футболисты. Они заметили, что мы начинаем сматывать удочки, отвернулись в сторону, как будто бы не видят. Было это 19 сентября».
Михаила Путистина в октябре 1943 г. послали на погрузочные работы на завод «Большевик», и ему удалось бежать, встретил советские войска в районе села Пославичи. Павла Комарова угнали в Германию при эвакуации Сырецкого концлагеря в сентябре 1943 г.
Из тех, кто выступал за «Старт», в немецкой полиции служили Георгий Тимофеев и Лев Гундарев. Обоих вскоре после взятия Киева разоблачили органы НКГБ. Первого отправили в лагеря на десять лет, второго — на пять. Георгия Швецова взяли сразу после освобождения Киева, осудили на 15 лет. Отбыл 10 с небольшим, был освобождён, после чего вернулся в Киев. Работал контролером на Республиканском стадионе, гардеробщиком в одном из учебных заведений Киева. Когда он умер и где похоронен — неизвестно.
Николай Голембиовский несколько лет скрывался. По данным Георгия Кузьмина, после войны его на улицах Киева встретил экс-динамовец Василий Правоверов, который и узнал, что Голембиовский живёт в Горьком. В 1948 в Горьком он был арестован и судим на 25 лет исправительно-трудовых работ.
Павел Комаров, вывезенный немцами на территорию Германии, работал в КБ Мессершмитта. После войны жил в Европе, затем перебрался в Канаду, где и умер в 70-е годы.

### Рождение легенды
Первое упоминание о расстрелянных киевских динамовцах появилось в выпуске газеты «Известия» от 16 ноября 1943 года, а именно в статье «Так было в Киеве…» военного корреспондента Евгения Кригера, описывавшей жизнь киевлян в немецкой оккупации. Часть сведений ему предоставил киевлянин Дмитрий Орлов. Кригер писал, что по улице Короленко в доме № 31 или 33 располагался штаб гестапо, а рядом стоял гараж, который был построен киевскими динамовцами под немецким конвоем. Футболистов после строительства заставили асфальтировать улицу перед домом гестапо, а затем всех расстреляли:

Гараж под немецким конвоем строили юноши, в которых влюблена была вся молодежь Украины. Этих юношей знали в Москве, во всех городах, где устраивались спортивные состязания, во Франции, где юношей встречали овациями, В них видели молодость и силу Советской страны. Это были игроки футбольной команды киевского «Динамо». Долгое время они скрывались от немцев. Надо было жить, спасаться от голода. Они устроились работать на 1-й киевский хлебозавод. Их обнаружили немцы, загнали в подвалы гестапо. Орлов видел, как они строили под стражей гараж, потом их заставляли асфальтировать улицу перед домом гестапо. Когда работа была закончена, всех юношей расстреляли. В Киеве рассказывают, что известный всей стране вратарь Украины Трусевич перед смертью поднялся навстречу немецким пулям и крикнул: «Красный спорт победит! Да здравствует Сталин!»

Через 15 лет в «Вечернем Киеве» от 21 ноября 1958 года появилась статья Петра Северова «Последний поединок». И в том же году вышла книга под таким же названием. Авторы — Пётр Северов и Наум Халемский — рассказывали историю киевских динамовцев, которые остались в оккупированном городе, работали на хлебозаводе, а после того как провели матч с немецкими футболистами и победили в нём, зимой 1943 года часть из них была расстреляна.
Впервые название «матч смерти» употребил Лев Кассиль в газете «Известия» за 1943 год. Однако выходные данные газеты не сообщаются. Из опубликованных материалов 1943 года о футбольном сезоне 1942 года в Киеве к настоящему времени известно: «Известия», № 270, 16 ноября 1943 г., стр. 2, «Так было в Киеве», спец. военный корреспондент Е. Кригер; «Київська правда», 17 листопада 1943 р., стор. 3, «У Сирецькому концлагері», упоминаний названия «матч смерти» нет.
Впервые выражение «матч смерти» появилось в киевской газете «Сталинское племя», № 164 от 24 августа 1946 года, стр. 3. В ней напечатана киноповесть «Матч смерти» в десяти номерах, автор — Александр Борщаговский. В последнем номере редакция просит читателей прислать свои отзывы о киносценарии, написанном для «Мосфильма». Позже Борщаговский написал книгу «Тревожные облака».

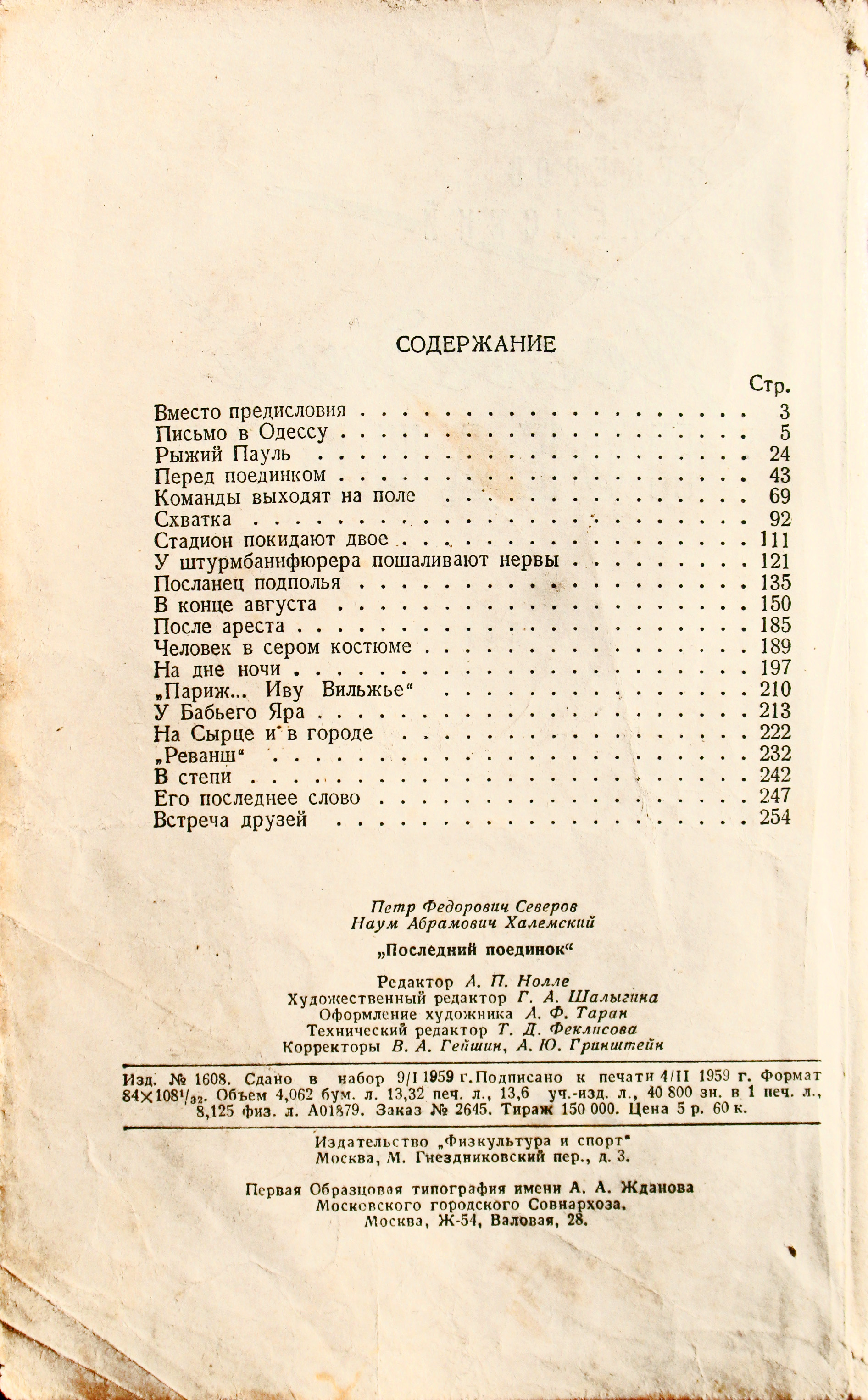
Содержание и выходные данные книги «Последний поединок» (ФиС, 1959, тираж 150 000)

Со временем история обрастала художественными подробностями. В 1959 году в издательстве «Физкультура и спорт» 150-тысячным тиражом вышла повесть Петра Северова в соавторстве с Наумом Халемским «Последний поединок», предисловие к которой написал участник матча Балакин. В книге соперниками киевлян по матчу названа команда немецких ВВС — люфтваффе (подразделением которого реально являлись зенитчики). Эта версия получила дальнейшее развитие, и в 1963—1964 годах на киностудии «Мосфильм» был снят и вышел на экраны художественный фильм «Третий тайм» об игре футболистов киевского «Динамо» с немецкой командой люфтваффе.
В 1966 году в сентябрьском номере журнал «Юность» опубликовал повесть Анатолия Кузнецова «Бабий Яр», один из разделов которой посвящён игре футболистов киевского «Динамо» с разными командами. Кузнецов сообщал, что футболисты выступали как команда хлебозавода, которая называлась «Старт».
4 апреля 1985 года в «Комсомольской правде» появилась статья Николая Долгополова «Цена победы — жизнь», а в следующем году — его же книга «Сражались футболом».

### Развенчание мифа
В 1971 году некий старший оперуполномоченный майор КГБ подал рапорт на имя председателя КГБ УССР генерал-полковника В.В.Федорчука, в котором выступил против установки гранитного памятника футболистам киевского «Динамо» — участникам матчей 1942 года против немцев. По его словам, игроки отказались уходить из города с частями РККА и предпочли играть в футбол с немцами: увековечивание этих событий он посчитал кощунством воевавших на фронте солдат РККА. В книге Георгия Кузьмина «Горячее лето сорок второго» приводились слова десятиборца и участника Великой Отечественной войны Петра Денисенко, который также осуждал увековечивание участников матчей против немцев. Он утверждал, что не понимал, почему игроки гоняли мяч с теми, против кого он в это время воевал на фронте.
В 1987 году в ежегоднике, посвящённом советскому футболу, перечислялись основные события в истории, и название «Матч смерти» осталось, но говорилось только о четырёх погибших игроках. Соперником киевлян по матчу назывались опять-таки не зенитчики, а немецкие ВВС — «люфтваффе». Несмотря на это, версия о гибели почти всей команды оставалась устойчивой.
В 1992 году выпущена книга Георгия Кузьмина «Правда о матче смерти („Динамо“, которое вы не знаете)». 12 ноября 1994 года «Всеукраинские ведомости» напечатали статью киевоведа Олега Ясинского «А был ли „матч смерти“?»
Дело о «матче смерти» было возбуждено прокуратурой Гамбурга в 1974 году и окончательно закрыто следственной комиссией в феврале 2005. В заключении прокурора Йохена Кульманна говорилось:
Настоящую причину ареста футболистов установить не удалось. Футболисты Трусевич, Кузьменко и Клименко расстреляны вместе с другими узниками в Сырецком концлагере по приказу начальника лагеря Пауля Радомского весной 1943 г. — спустя большой промежуток времени после игры 9 августа 1942 г. Возможно, что поводом для массового расстрела узников в Сырецком лагере была попытка покушения на шефа гестапо, однако точных данных об этом нет… Есть и другие версии — за диверсию подпольщиков, которую они осуществили на Киевском механическом заводе 23 февраля 1943 г., за попытку побега узников… Остается открытым вопрос, какой из версий отдать предпочтение, поскольку известно, что Пауль Радомский погиб 14.03.1945 г. около Штульвайсенбурга. Расстрел в Сырецком концлагере был проведен по его приказанию неизвестными полицейскими, фамилии которых установить не удалось… Это же касается и судьбы Николая Коротких. Точных данных о событиях, которые с ним происходили в гестапо в Киеве, и о его смерти нет. Свидетелей нет. Фамилии возможных преступников неизвестны или не названы. Таким образом, нет оснований возбудить новый процесс.

### Память
В сентябре 1964 года (согласно Акселю Вартаняну — в 1965 году в канун 20-летия Победы) Указом Президиума Верховного Совета СССР медалью «За отвагу» посмертно наградили футболистов-участников «Матча смерти» в 1942 году Николая Трусевича, Алексея Клименко, Ивана Кузьменко и Николая Коротких. Ещё шестерых участников тех событий — Владимира Балакина, Макара Гончаренко, Михаила Мельника, Михаила Путистина, Михаила Свиридовского, Василия Сухарева — отметили медалью «За боевые заслуги». При этом в указе, опубликованном 10 сентября 1964 в газете «Правда» (№ 254) практически у всех были изменены инициалы — Н. А. Балакин, М. И. Гончаренко, Н. В. Мельник, И. С. Путистин, А. П. Свиридовский, П. Р. Сухарев. Кроме того, согласно решению Киевского обкома КПУ среди участников «подпольно-патриотических групп» 13 октября 1962 г. Киевский горсовет принял решение о награждении Сухарева, Мельника, Балакина, Гончаренко и Свиридовского медалью «За оборону Киева».
При этом Путистин отказался от первой награды из-за многочисленных подозрений органов КГБ в «неблагонадёжности», но в декабре 1964 г. медаль «За оборону Киева» получил. Среди награждённых не оказалось погибшего Александра Ткаченко и умершего в 1959 от сердечного приступа Фёдора Тютчева.

Памятник футболистам «Динамо» на стадионе «Динамо» в Киеве

19 июня 1971 на стадионе «Динамо» был установлен памятник — гранитная скала с горельефными фигурами четырёх футболистов (скульптор И. С. Горовой, архитекторы В. С. Богдановский, И. Л. Масленков). На памятнике слова Степана Олейника.
| За наше сьогодні прекрасне Вони полягли у двобої… В віках ваша слава не згасне, Безстрашні спортсмени-герої. |

В 1981 году на стадионе «Зенит», переименованном в «Старт», установили скульптурно-архитектурную композицию в честь «матча смерти».
В 1999 году в Киеве, в квартале между улицами Щусева и Академика Грекова, неподалёку от места, где среди останков расстрелянных узников Сырецкого концлагеря были найдены футбольные бутсы, установлен памятный знак — гранитный куб с символически выбитой гранью, в которой замер бронзовый футбольный мяч (скульптор Юрий Багалика, архитектор Руслан Кухаренко).

## В искусстве
Художественная литература
- Пётр Северов, Наум Халемский. «Последний поединок» (1959) — повесть.
- Александр Борщаговский. «Тревожные облака» (1959) — повесть.
- Анатолий Кузнецов. «Бабий Яр» (сокращённое издание – 1966; полное издание – 1970) — роман.

Документальные фильмы
- «Смертельный поединок» — расследование программы «Искатели» (Первый канал, 2007).
- «Миф о матче смерти» (Кинокомпания «АВ-БесОр», 2010), режиссёр Кирилл Седухин.
- «История ФК „Старт“» (ESPN, 2012).
- «За победу — расстрел? Правда о матче смерти» (ВГТРК, 2012)
- «Матч смерти. Под грифом „секретно“» (Звезда, 2012).

Художественные фильмы
- «Третий тайм» (СССР, 1962) — к 20-летию матча.
- «Матч» (Россия-Украина-Германия, 2012) — к 70-летию матча.